# Ondřej Hotárek
Ondřej Hotárek (* 25. Januar 1984 in Brünn, Tschechoslowakei) ist ein tschechisch-italienischer ehemaliger Eiskunstläufer, der im Paarlauf startete. Inzwischen ist er als Trainer tätig.
Ondřej Hotárek stammt aus Tschechien und zog im Jahr 2006 nach Italien, um mit der vormaligen Einzelläuferin Laura Magitteri ein Team zu bilden. In Tschechien hatte er bereits eine Partnerin gehabt, Veronika Havlíčková. Dieses Paar ist jedoch international nie in Erscheinung getreten. Bis 2004 war er als Einzelläufer für Tschechien aktiv, bestritt jedoch keine internationalen Meisterschaften.
Mit Magitteri lief Hotárek drei Jahre lang. Dann wechselte er zu Stefania Berton, mit der er fünf Jahre lang lief.
Hotárek ist fünffacher Italienischer Meister im Paarlauf (Je einmal mit Magitteri und Marchei, dreimal mit Berton). Die ISU-Grand-Prix-Serie 2012/2013 bestritt das Paar Berton/Hotárek erfolgreich: bei beiden Auftritten holten sie eine Bronzemedaille und verpassten nur knapp die Qualifikation für das Finale. Bei der Europameisterschaft 2013 in Zagreb gewannen sie ebenfalls Bronze und holten somit ihre erste Medaille bei einer internationalen Meisterschaft. Es war zugleich die erste Medaille für ein italienisches Sportpaar bei einer ISU-Meisterschaft. An diese Leistung konnten sie bei der Weltmeisterschaft nicht anknüpfen und belegten als sechstbestes europäisches Paar den zehnten Gesamtrang.
In die Saison 2013/14 startete das Paar mit einem eher enttäuschenden fünften Platz bei Skate America, nur eine Woche später errangen sie jedoch bei Skate Canada ihren ersten Sieg bei einem Grand-Prix-Wettbewerb. Den Einzug ins Finale verpasste das Paar erneut knapp.
Bei der Europameisterschaft verpassten Berton/Hotárek als Viertplatzierte knapp eine weitere Medaille, die Olympischen Spiele und die Weltmeisterschaft beendeten sie auf dem elften bzw. neunten Platz. Nach der Saison 2013/2014 trennte Hotárek sich von Berton. Bis zur Saison 2017/2018 startete er mit Valentina Marchei. Bei den Olympischen Winterspielen 2018 belegten beide Platz 6. Nach dieser Saison beendete Hotárek seine Karriere als Eiskunstläufer.

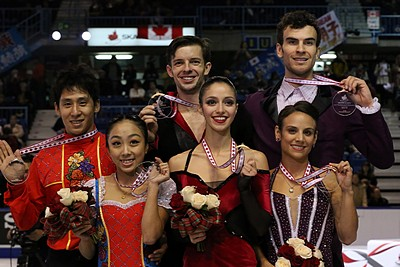
Skate Canada 2013
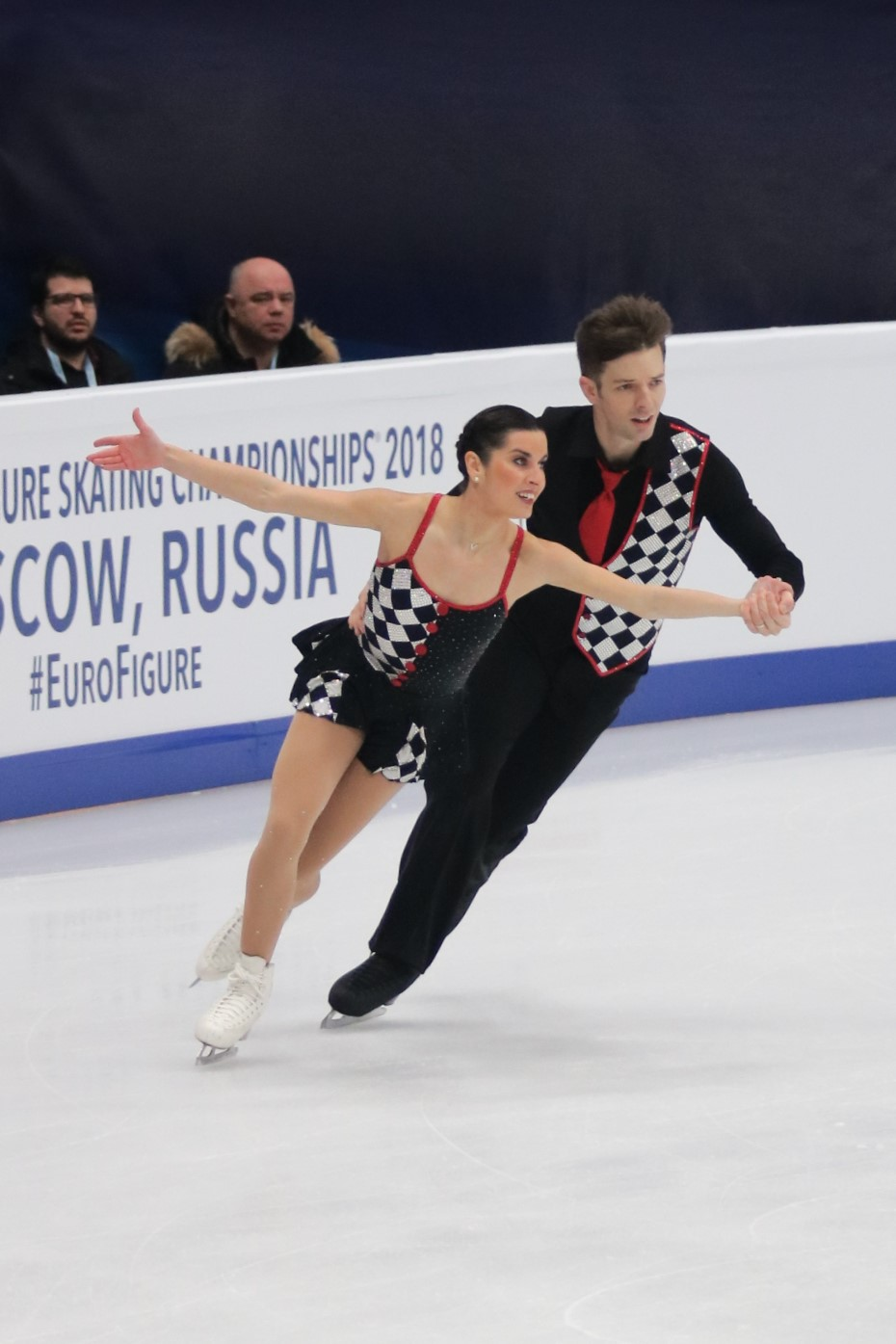
EM 2018
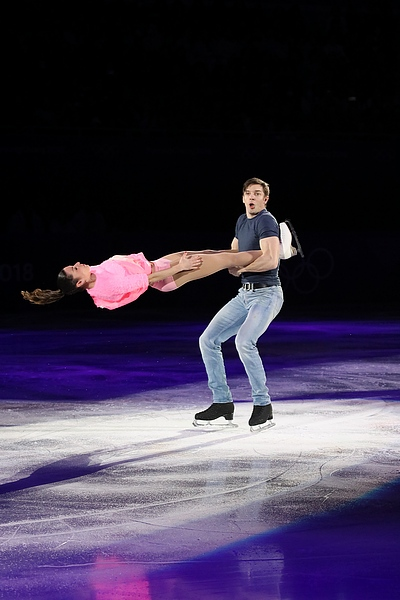
Olympische Winterspiele 2018

## Ergebnisse (Auswahl)
als Paarläufer für Italien
falls nichts anderes angegeben: mit Stefania Berton
| Wettbewerb / Saison          | 2006/07 | 2007/08 | 2008/09 | 2009/10 | 2010/11 | 2011/12 | 2012/13 | 2013/14 | 2014/15 | 2015/16 | 2016/17 | 2017/18 |
| ---------------------------- | ------- | ------- | ------- | ------- | ------- | ------- | ------- | ------- | ------- | ------- | ------- | ------- |
| Olympische Winterspiele      |         |         |         | –       |         |         |         | 11.     |         |         |         | 6. 2    |
| Weltmeisterschaften          | 16. 1   | 13. 1   |         | 11.     | 10.     | 11.     | 10.     | 9.      | 11. 2   | 14. 2   | 9. 2    | 10. 2   |
| Europameisterschaften        | 9. 1    | 11. 1   |         |         | 5.      | 4.      | 3.      | 4.      | 4. 2    | 5. 2    | 6. 2    | 5. 2    |
| Skate America                |         | 6. 1    |         |         |         |         |         | 5.      |         |         | 8. 2    |         |
| Skate Canada                 |         |         |         |         |         |         | 3.      | 1.      |         |         |         |         |
| Trophée Eric Bompard         |         |         |         |         |         |         | 3.      |         |         |         |         |         |
| Cup of Russia                |         | 8. 1    |         |         | 6.      | 3.      |         |         |         | 6. 2    | 4. 2    | 4. 2    |
| NHK Trophy                   |         |         | 6. 1    |         |         | 4.      |         |         |         |         |         |         |
| Italienische Meisterschaften |         | 1. 1    |         | 2.      | 1.      | 1.      | 1.      |         | 1. 2    | 2. 2    | 2. 2    | 2. 2    |

als Einzelläufer für Tschechien
| Saison                     | 2001/02 | 2002/03 | 2003/04 |
| -------------------------- | ------- | ------- | ------- |
| Tschechische Meisterschaft | 4.      | 3.      | 3.      |